# Parc Nacional Olympic
El Parc Nacional Olympic (en anglès: Olympic National Park) és una unitat oficial del National Park Service dels Estats Units a la península Olympic de l'estat de Washington. Aquest parc nacional de gran diversitat es compon essencialment de quatre regions: la costa del Pacífic, les zones alpines, les selves pluvials temperades de la zona oest del parc i els boscos més secs de la zona est. La seu central del parc es troba a Port Angeles, que és de 135 quilòmetres per carretera de Seattle. També es pot viatjar a Port Angeles directament del Canadà amb ferri des de Victòria (Colúmbia Britànica). El parc es troba en gran manera envoltat pel Bosc Nacional Olympic o Bosc Nacional Olympic (Olympic National Forest) gestionat pel Servei Forestal dels Estats Units.

## Història natural i geològica

### Litoral
La part costanera del parc és una platja accidentada i de sorra juntament amb una franja de bosc adjacent. Fa 90 km de llarg però només uns pocs km d'ample, amb comunitats natives a la desembocadura de dos rius. El riu Hoh té la gent Hoh i al poble de La Push a la desembocadura del riu Quileute hi viuen els Quileute.

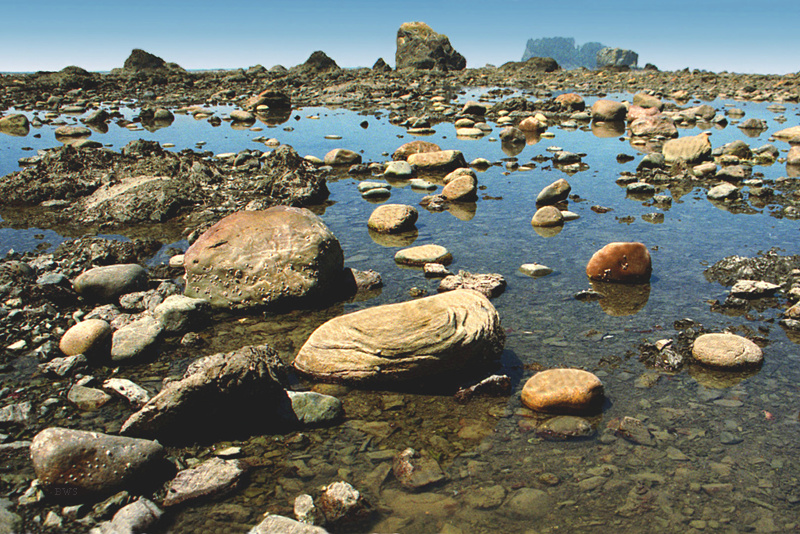
Les marees es formen amb la marea baixa

La platja té trams ininterromputs de natura salvatge que van des de 15 a 30 km. Mentre que algunes platges són principalment de sorra, d'altres estan cobertes de roques pesades i pedres molt grans. L'excés de vegetació arbustiva, els peus relliscosos, les marees i el clima boirós de la selva tropical dificulten els desplaçaments a peu. La franja costanera és més fàcilment accessible que l'interior del Parc Nacional Olympic; a causa del terreny difícil, molt pocs motxillers s'aventuren més enllà de les distàncies d'excursió d'un dia.
El lloc més popular de la franja costanera és el Bucle d'Ozette. El Servei de Parcs duu a terme un programa de registre i reserves per controlar els nivells d'ús d'aquesta zona. Des del cap del sender al llac Ozette, a 5 km el tram és un camí millorat per un passeig marítim que travessa un pantà de cedres costaners a prop. Arribant a l'oceà, es tracta d'una caminada de 5 km complementada per senders de cap a la marea alta. Aquesta zona ha estat tradicionalment afavorida pels Makah de la badia de Neah. El tercer tram de 5 km està habilitat per un passeig marítim que n'ha millorat l'accessibilitat.
Hi ha gruixuts boscos d'arbres adjacents a la sorra, que donen lloc a trossos de fusta dels arbres caiguts a la platja. El riu Hoh, majoritàriament inalterat, cap a l'extrem sud del parc, aboca grans quantitats de fusta erosionada naturalment i altres deriva, que es desplaça cap al nord, enriquint les platges. Encara avui dia, els dipòsits de fusta a la deriva formen una presència dominant, tant biològica com visualment, donant un tast de l'estat original de la platja visible fins a cert punt a les primeres fotos. El material de deriva sovint prové d'una distància considerable; el Riu Colúmbia antigament aportava grans quantitats a les costes del Pacífic nord-oest.
La part costanera més petita del parc està separada de la part interior més gran. El president Franklin D. Roosevelt originalment havia donat suport a la connexió amb una franja contínua de parcs.

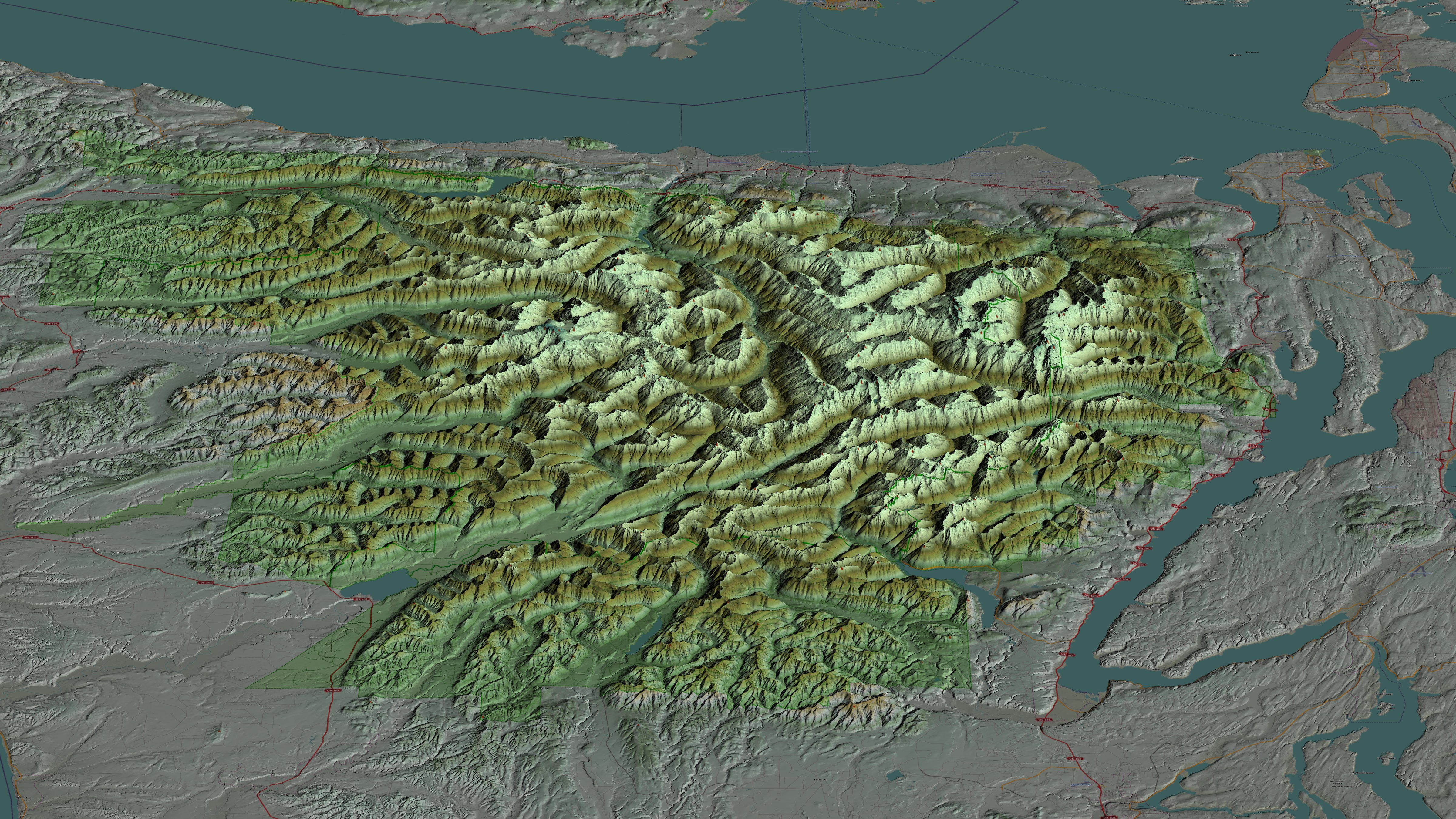
Vista aèria en 3D generada per ordinador

El parc és conegut per les seves turbidites úniques. Les turbidites són roques o sediments que viatgen a l'oceà com a partícules en suspensió en el flux d'aigua, provocant un efecte de capes sedimentàries al fons de l'oceà. Amb el temps els sediments i la roca es compacten i el procés es repeteix com un cicle constant. El parc també és conegut per les seves mescles tectòniques que han estat considerades roques d'olor pels habitants a causa de la seva forta olor de petroli. Les melanges són roques individuals grans que són prou grans com per tenir-les en compte als dibuixos del mapa.

### Muntanyes glaçades
Dins del centre del Parc Nacional Olímpic s'aixequen les Muntanyes Olympic, els costats i les carenes de les quals estan rematades amb glaceres antigues i massives. Les mateixes muntanyes són producte de l'elevació de falca acumulativa relacionada amb la zona de subducció de la placa Juan De Fuca. La composició geològica és una curiosa barreja de roca sedimentària basàltica i oceànica. La meitat occidental de la serralada està dominada pel pic de l'Olimp, que s'eleva a 2389 m. L'Olimp rep una gran quantitat de neu i, en conseqüència, té la glaciació més gran de qualsevol cim no volcànic dels Estats Units fora de les Cascades Nord. Té diverses glaceres, la més gran de les quals és la glacera Hoh a 4,93 km de llargada. Mirant cap a l'est, la serra es torna molt més seca a causa de l'ombra de pluja de les muntanyes occidentals. Aquí hi ha nombrosos cims alts i carenes escarpades. El cim més alt d'aquesta zona és el Mont Deception, a 2.336 m.

### Selva pluvial temperada

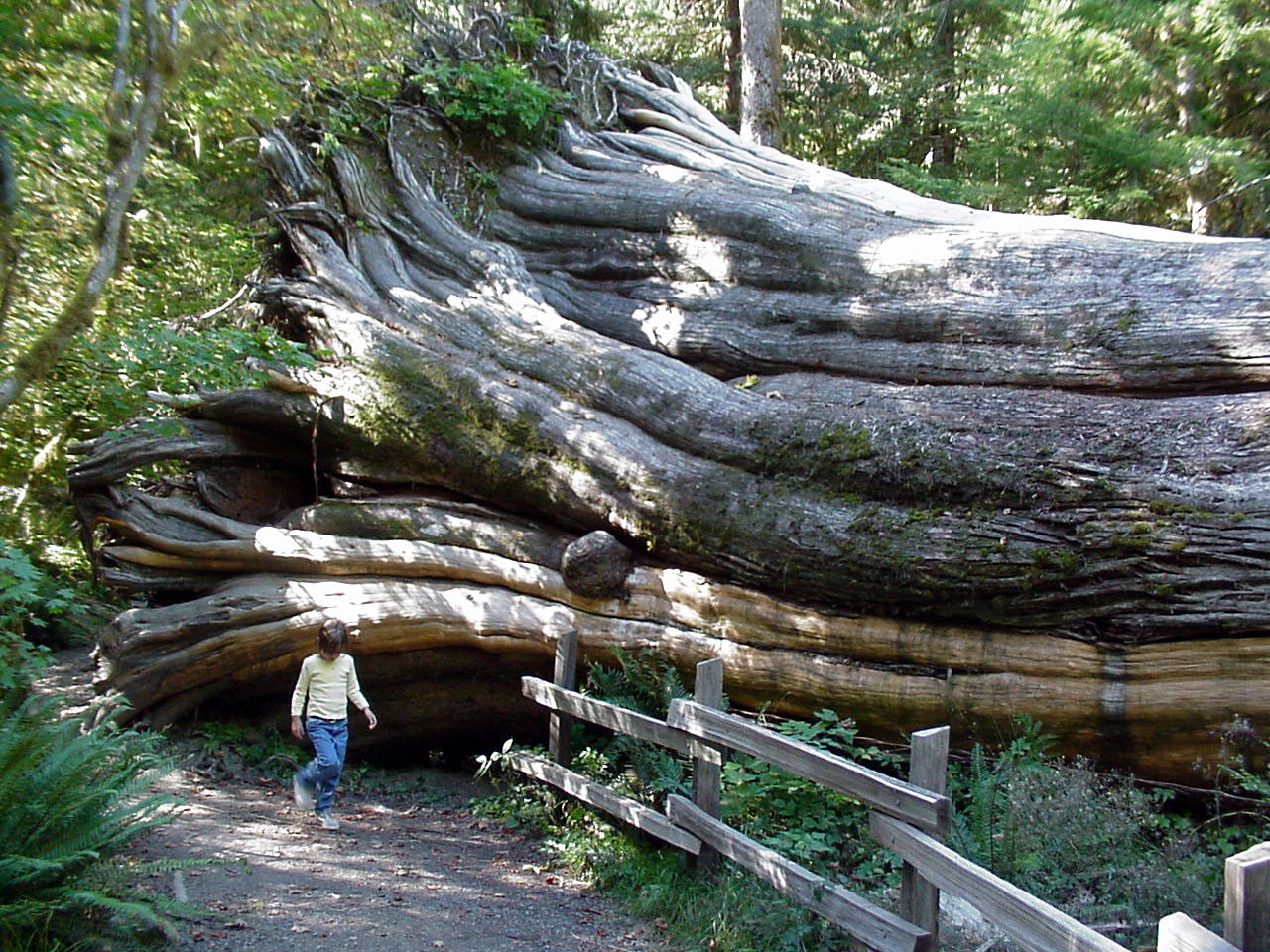
Cèdre vermell occidental abatut

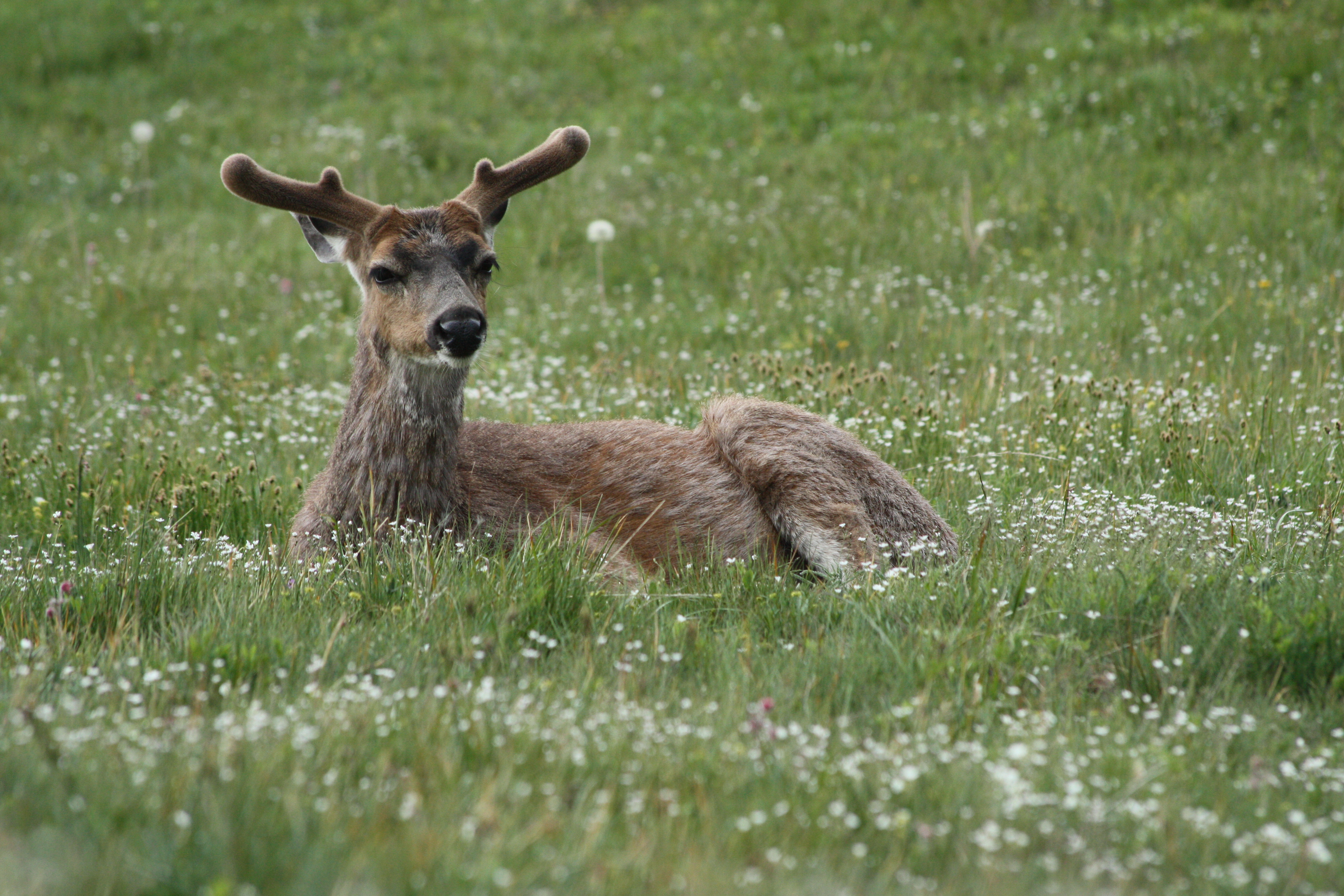
Cérvol de cua negra

Segons l’AW Kuchler US Potential natural vegetation Types, el parc inclou cinc classificacions: Alpine Meadows & Barren, també conegut com a tundra alpina (52) tipus de vegetació potencial amb una forma de vegetació potencial Alpine Meadow (11); un tipus de vegetació d'avet/cicuta (4) amb una forma de vegetació de bosc de coníferes del nord-oest del Pacífic (1); un tipus de vegetació de cedre/cicuta/avet Douglas amb una forma de vegetació de bosc de coníferes del nord-oest del Pacífic (1); Tipus de vegetació occidental d'avet/avet (15) amb forma de vegetació de bosc de coníferes de les Muntanyes Rocalloses (3); i un tipus de vegetació d'avet/cedre/cicuta (1) amb una forma de vegetació de bosc de coníferes del nord-oest del Pacífic (1). El costat occidental del parc està cobert per selves tropicals temperades, com ara la selva tropical de Hoh i la selva tropical de Quinault, que reben precipitacions anuals de més de 3600 mm, fent d'aquesta potser la zona més humida dels Estats Units continentals.
Com que el parc es troba en una península aïllada, amb una alta serralada que el divideix de la terra cap al sud, va desenvolupar moltes espècies vegetals i animals endèmiques (com la marmota olímpica, la campanula de Piper i la violeta de Flett). La costa sud-oest de la Península Olímpica també és la regió no glacial més septentrional de la costa del Pacífic d'Amèrica del Nord, amb el resultat que, ajudat per la distància dels cims a la costa a l'últim màxim glacial, és aproximadament el doble de la que és avui. va servir de refugi des del qual les plantes van colonitzar les regions glaciars del nord.
El parc també ofereix hàbitat per a moltes espècies (com l'alc de Roosevelt) que només són natives de la costa nord-oest del Pacífic. Com a resultat, els científics l'han declarat reserva biològica i han estudiat la seva espècie única per entendre millor com evolucionen les plantes i els animals. El parc acull poblacions importants d’óssos negres i cérvols de cua negra. El parc també té una població de pumes notable, amb uns 150. Les cabres de muntanya es van introduir accidentalment al parc a la Dècada del 1920 i han causat molts danys a la flora autòctona. El NPS ha activat plans de gestió per controlar les cabres.
A diferència de les selves tropicals i la majoria de les altres regions de selves temperades, les selves tropicals del nord-oest del Pacífic estan dominades per arbres pinòpsides, com ara la pícea de Sitka, la cicuta occidental, l'avet de Douglas i el cedre vermell occidental. Les molses cobreixen l'escorça d'aquests arbres i fins i tot degotegen de les seves branques en regalims verds i humits.
Les valls del costat est del parc també tenen boscos vells notables, però el clima és notablement més sec. L'avet de Sitka està absent, els arbres de mitjana són una mica més petits i el sotabosc generalment és menys dens i de caràcter diferent. Immediatament al nord-est del parc hi ha una zona d'ombra orogràfica on la precipitació anual és d'uns 430 mm.
El parc conté aproximadament 1.480 km² de boscos vells.
Els incendis forestals són poc freqüents a les selves tropicals del costat oest del parc; tanmateix, una sequera severa després de la primavera més seca del 100 anys, juntament amb una capa de neu extremadament baixa de l'hivern anterior, va provocar un incendi rar a la selva tropical l'estiu de 2015.

## Clima
Segons el sistema de classificació climàtica de Köppen, el Parc Nacional Olympic engloba dues classificacions: un clima oceànic temperat (Cfb) a la meitat occidental i un clima mediterrani d'estiu càlid (Csb) a la meitat oriental. Segons el Departament d'Agricultura dels Estats Units, la Zona climàtica de resistència de les plantes al Centre de Visitants de Hoh Rainforest és de 8a amb una temperatura mínima extrema mitjana anual de -9,7 °C.

## Història humana

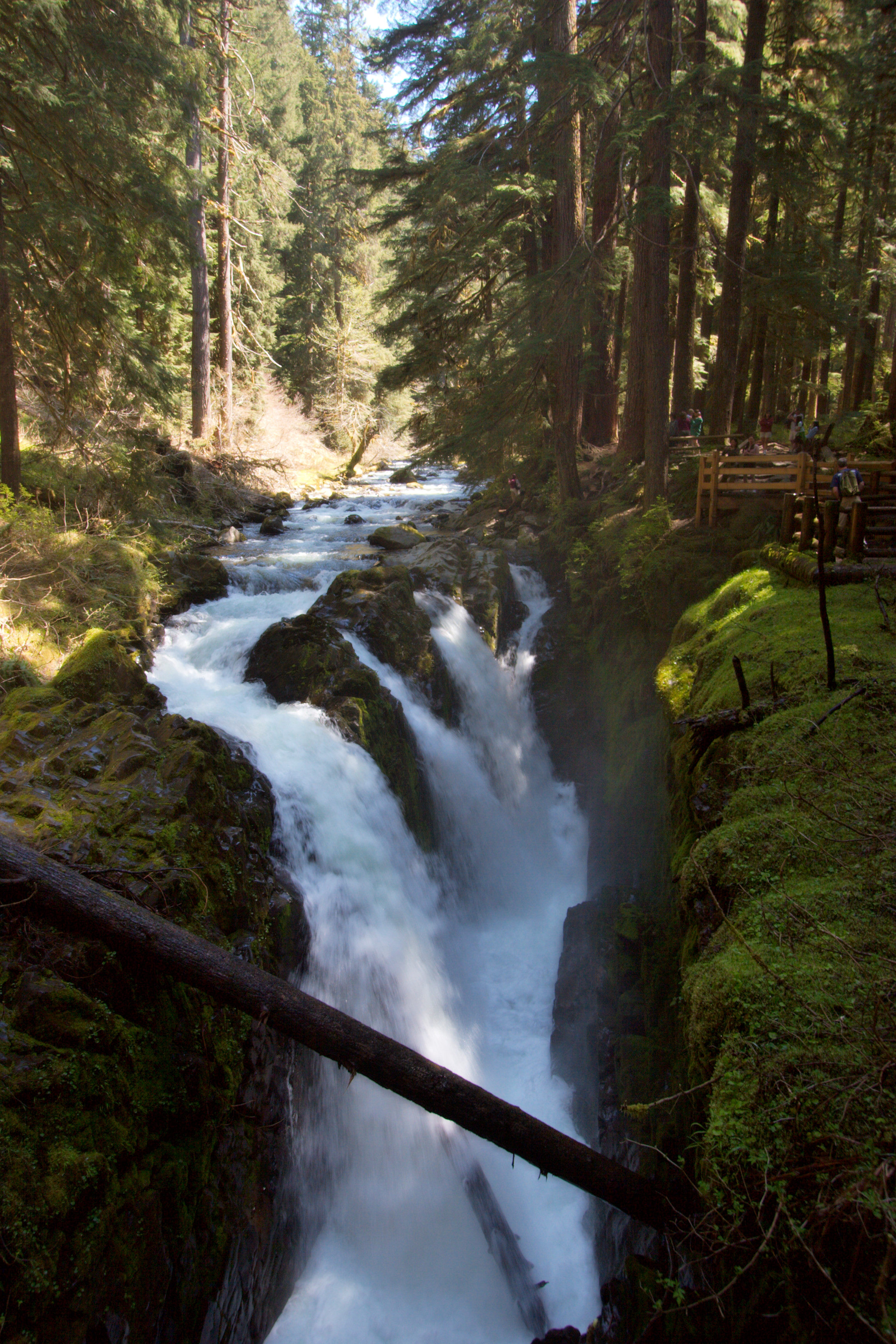
Cascada del Sol Duc, que significa "aigües brillants" en llengua quileute

Abans de l'arribada de colons europeus, la població humana d'Olympic estava formada per nadius americans, l'ús dels quals de la península es pensava que consistia principalment en la pesca i la caça. No obstant això, les revisions recents, juntament amb les prospeccions arqueològiques sistemàtiques de les muntanyes (olympic i altres serralades del nord-oest) apunten a un ús tribal molt més extens, especialment als prats subalpins, del que semblava abans. La majoria, si no totes, les cultures indígenes del nord-oest del Pacífic es van veure afectades negativament per les malalties europees (sovint delmades) i altres factors, molt abans que els etnògrafs, les operacions comercials i els colons arribessin a la regió, de manera que el que van veure i van registrar va ser una base de cultura nativa molt reduïda. Actualment s'identifiquen un gran nombre de llocs culturals a les muntanyes olympic i s'han trobat artefactes importants.
Quan van començar a aparèixer els colons, la indústria extractiva al nord-oest del Pacífic estava en augment, sobretot pel que fa a la recol·lecció de fusta, que va començar amb força a finals del segle xii i principis del XX. La dissidència pública contra l'explotació forestal va començar a apoderar-se a la Dècada del 1920, quan la gent va veure per primera vegada els vessants clars. Aquest període va veure una explosió de l'interès de la gent per l'aire lliure; amb l'ús creixent de l'automòbil, la gent va començar a recórrer llocs abans remots com la península olympic.
El registre formal d'una proposta per a un nou parc nacional a la Península Olympic comença amb les expedicions de personatges coneguts, el tinent Joseph P. O'Neil i el jutge James Wickersham, durant la Dècada de 1890. Aquests notables es van trobar al desert olympic mentre exploraven i, posteriorment, van combinar els seus esforços polítics per situar l'àrea dins d'algun estat protegit. El 22 de febrer de 1897, el president Grover Cleveland va crear la Reserva Forestal Olympic, que es va convertir en Bosc Nacional Olympic el 1907. Després dels esforços infructuosos de la Legislatura de l'estat de Washington per protegir encara més l'àrea a principis de la Dècada del 1900, el president Theodore Roosevelt va crear el Monument Nacional del Mont Olymp el 1909, principalment per protegir les zones subalpines de part i la zona d'estiu dels ramats d'uapití de Roosevelt natives de les muntanyes Olympic.
El desig públic de preservar part de la zona va créixer fins que el president Franklin D. Roosevelt va signar un projecte de llei per la creació d'un parc nacional el 1938. El Cos Civil de Conservació va construir una seu el 1939 amb fons de l’Administració d'Obres Públiques. Ara està al Registre Nacional de Llocs Històrics. El parc nacional es va ampliar en 19.325 ha el 1953 per incloure la costa del Pacífic entre els rius Queets i Hoh, així com parts de les valls de Queets i Bogachiel.
Fins i tot després que l'ONP fos declarat parc, però, la tala il·legal va continuar al parc i les batalles polítiques continuen fins avui per la fusta increïblement valuosa que contenia als seus límits. L'explotació forestal continua a la península Olympic, però no dins del parc.

## Ecologia
Les muntanyes Olympic s'aixequen al centre del parc. Glaceres enormes i antigues coronen els seus costats i crestes. El cim del Mont Olympus (2.428 m) domina la zona occidental de la serralada. Dins d'aquesta aïllada península es troben diverses espècies endèmiques: el uapití de Roosevelt, la campaneta de Piper (Campanula piperi) i la marmota d'Olympic.

Panorama de la costa al Parc Nacional Olympic.

## Projecte Elwha
El Projecte de Restauració de l'ecosistema de l'Elwha, administrat pel National Park Service, preveu la retirada de la presa del Glines Canyon i la Presa Elwha que són dins del parc. L'objectiu principal d'aquest projecte és restaurar les espècies anàdromes de salmó que en el passat havien tornat a fresar al riu Elwha.

## Galeria
- El cim del Mont Olymp (Washington) des de la Glacera Blava
- Avet subalpí en un prat a Hurricane Ridge
- Auró de fulla gran, Hoh Rainforest
- Boira